# Centropogon eilersii
Centropogon eilersii är en klockväxtart som beskrevs av Thomas G. Lammers och Michael O. Dillon. Centropogon eilersii ingår i släktet Centropogon och familjen klockväxter. Inga underarter finns listade i Catalogue of Life.